# 世界残酷物語
『世界残酷物語』（せかいざんこくものがたり、原題：Mondo Cane, 米題：A Dog's World）は、1962年のイタリア映画。カラー、スタンダードサイズ（1.33:1）。監督：グァルティエロ・ヤコペッティ。世界各地の人々による奇習を現代先進国の風俗と比較したエピソードが多数並べて描かれる記録映画調の作品である。原題 "Mondo Cane" は「犬の世界」の意。
公開当時は「ドキュメンタリー映画」と銘打たれて公開されたが、実際には過剰演出・やらせのほか、捏造された題材が多数仕込まれた、現実と空想が混在した作品である。本作の世界的な大ヒット以降、ヤコペッティ自身や他の監督により、続編および同系統の新作が続々作られ、この種のいかがわしい「ドキュメンタリー映画」は「モンド映画」と総称されるようになった。

## 製作

### 企画
本作が公開された1962年はまだ海外旅行は高嶺の花で、インターネットどころかテレビも普及段階にある時代であり、人々はもっぱら書籍や雑誌、映画などから伝えられる世界の風景に素直に驚いていた。この頃にパリの夜の歓楽街などの性風俗を紹介したドキュメンタリー映画が公開され、「夜もの」と呼称されていた。それらの中で『ヨーロッパの夜』（Europa di notte, 1959年）などを撮っていたグァルティエロ・ヤコペッティが、世界の奇習や風俗を描いた決定版ともいうべき作品として製作したのが、本作である。

### 音楽
過激な映像に対比的な美しい音楽を被せるパターンはこの映画によって確立された。リズ・オルトラーニによる主題曲「モア」はアカデミー歌曲賞にノミネートされた。本作では、未開孤立の山岳民族が、航空機が上空を飛ぶのを宗教的対象として崇める奇習の儀式の場面などで用いられた。「モア」は世界的にヒットし、さまざまなアレンジでカヴァーされるスタンダード・ナンバーとして定着した。

### 日本での興行と影響
日本公開での邦題は、公開の前々年にヒットした大島渚監督の『青春残酷物語』（1960年）を意識して配給会社が考案したもの。かならずしも残酷なシーンばかりを並べ立てた映画というのではなく、「カメラは残酷なまでに現実を捕らえる」「視点を替えて現実を直視すれば世界には様々な残酷が存在する」という意味が込められたものである。
日本でも、亜流の映画が多数作られている。日本でも国内の残酷映像を集めた『日本残酷物語』（1963年、中川信夫・小森白・高橋典共同監督、新東宝興行）という映画が公開された。
この他、この印象的なタイトルを借用した劇映画も作られている。東映映画の多くの題名の命名者としても知られる岡田茂（元東映社長）は、1963年公開の今井正監督の映画に『武士道残酷物語』というタイトルを付けた。また同年に岡田が題をつけた佐藤純彌監督デビュー作『陸軍残虐物語』は、「『残虐』とは何か」とヤクザや右翼が抗議し、東映に押しかけた。このほか『幕末残酷物語』（1964年、加藤泰監督）などがある。
1976年に続編の『続・世界残酷物語』と合わせた『世界残酷物語・総集版』が日本公開されている。ナレーターは大平透。テレビ放映時のナレーターは藤村有弘。

## ストーリー
タイトルバックにおいて、殺処分のために保健所に集められた犬の姿がとらえられる。場面は20世紀初頭の映画俳優、ルドルフ・ヴァレンティノをしのぶイベントが彼の故郷で行われている様子に飛び、カメラは往年のヴァレンティノのような扮装をした若い男たちが多数集まっているところをとらえる。「現代のヴァレンティノ」こと当時の人気俳優、ロッサノ・ブラッツィが女性ファンにもみくちゃにされる場面が流れると、間をおかず、トロブリアンド諸島・キリウィナ島の若い女たちが若い男たちを追いかけ回す奇祭の様子が紹介される。また、アメリカ合衆国のペット犬専用墓地における葬儀の様子が紹介されると、場面はすかさず台北の犬肉料理専門レストランに飛ぶ。このように、未開人の風俗や、文明人の文化などが、連想的に多数取り上げられていく。
- ニューギニア島のチンブー族の集落で人間に授乳されて育てられる豚
- ローマのカラーひよこ工場
- ストラスブールの牧場でフォアグラ用ガチョウにむりやり餌を流し込む様子
- 日本の牧場でマッサージを受け、ビールを飲まされて育てられる牛
- ビスマルク諸島・タバール群島（英語版）で婚礼のためタピオカ粉の団子を与えられて太らされる女性
- ニューヨークの高級奇食レストラン
- 核実験の影響で方向感覚を失って海に戻れなくなり砂浜で死んでいくウミガメ
- カタコンベに安置される骸骨を清掃する子どもたち
- いかがわしいサービスと宇宙飛行士ばりのトレーニングマシンを提供する日本の東京温泉
- ネパールのグルカ兵による生きた牛の首を切り落とす祭り
- ポルトガルのエンシエロ（牛追い）
- ニューギニア島のメケオ族などによる飛行機崇拝

など

## スタッフ
- 監督：グァルティエロ・ヤコペッティ
- 製作：グァルティエロ・ヤコペッティ、パオロ・カヴァラ、フランコ・プロスペリ（イタリア語版）
- 脚本：グァルティエロ・ヤコペッティ
- 音楽：リズ・オルトラーニ、ニーノ・オリヴィエロ
- 日本語ナレーション：小沢栄太郎（劇場版） / 大塚芳忠（DVD版）

## 評価
- 劇中で紹介される芸術家イヴ・クラインは、試写会で本作を見て激怒し、心臓発作を起こして数日後に死亡した。激怒した理由は、彼が映画のために作曲した音楽が使われていなかったためだとも、悪意ある編集（欧米文明の大量消費の象徴として自動車のスクラップ工場が紹介された直後に、裸体の女性に絵の具を塗って絵筆として用いる彼のパフォーマンスが紹介される）のせいだとも言われている。
- 高見順『高見順日記』の1963年（昭和38年）4月22日の項には、「気持が悪く、中途で出る」との短い感想が記されている[5]。

## 日本での放送歴
- 1970年7月10日と7月17日、東京12チャンネル（現在のテレビ東京）の「金曜スペシャル」枠において2回シリーズ[6]に分けて放送が行われた（ナレーター、および原盤か日本語吹き替えなのかなど未詳）。
- 1978年8月23日に日本テレビ系列・水曜ロードショーで本作および『世界女族物語』『続・世界残酷物語』の3作を編集したオリジナル版『世界残酷物語／世界女族物語』が放映された。ナレーションを「密室芸人」と称していた時代のタモリが担当した。ハナモゲラ語で未開人を紹介するなど独自の演出が加えられたが、当時の評判[どれ?]は散々だった。